# Hôtel de Camondo
El hôtel de Camondo es una mansión privada ubicada en el número 61 rue de Monceau, en el 8 París, Francia que alberga la sede de la oficina de París del banco Morgan Stanley. Está clasificado como monumento histórico desde el 17 de octubre de 1977.

## Historia
Construido en 1874 para el financiero [[{{{2}}}]] por el arquitecto Denis-Louis Destors, fue vendido en 1893 por Isaac de Camondo a Gaston Menier ( 1855-1934 ), hijo menor de Émile Menier, senador de Seine-et-Marne y director de la Compagnie du Chocolat Menier, quien probablemente construyó los edificios anexos en el patio así como el edificio en la calle. El hotel fue también la residencia de su hijo, Gaston Georges Menier ( 1880 - 1933 ). Después de la muerte de este último, su viuda, Simonne Camille Marie , nacida en Legrand ( 1881-1972 ), dejó el hotel de la rue de Monceau para ir al hotel de Jarnac, rue Monsieur, en el 7 7 . distrito de París .
En 1972, siendo propiedad de una compañía de seguros, fue amenazado de demolición por un proyecto inmobiliario.